# Línies retrobades alcistes
Línies retrobades alcistes (en anglès: Bullish Meeting Lines) és un patró d'espelmes japoneses format per dues espelmes que indica un possible canvi en la tendència baixista; rep aquesta denominació perquè la primera espelma negra i la segona espelma blanca es retroben en el mateix preu de tancament, mostrant l'equilibri entre bears i bulls. A vegades se la denomina també Al coll (en anglès: In Neck), i si l'endemà s'obra a la baixa és indicador de continuïtat de la tendència baixista.

## Criteri de reconeixement
1. La tendència prèvia és baixista
2. Es forma una gran espelma negra
3. El segon dia els preus obren amb un fort gap a la baixa
4. Però la sessió acaba retrobant el preu de tancament del dia anterior.
5. Ambdues espelmes poden tenir el cos de la mateix longitud, per bé que la blanca pot ser més petita

## Explicació
En un context de tendència baixista, l'obertura el segon dia amb un gran gap confirma la continuació de la tendència, però pràcticament immediatament els bulls comencen a mostrar la seva força fins a tancar la sessió en el mateix preu (o pràcticament) que el tancament del dia anterior, omplint totalment el gap.

## Factors importants
És un patró similar a la Línia penetrant alcista, per bé que aquest darrer té més fiabilitat doncs la força dels bulls envia el tancament fins a superar el del dia previ. Es recomana esperar la confirmació l'endemà en forma gap alcista, un trencament de tendència, o sinó en forma d'espelma blanca amb tancament inferior.